# Eresia actinote
Eresia actinote is een vlinder uit de familie Nymphalidae. De wetenschappelijke naam van de soort is voor het eerst geldig gepubliceerd in 1869 door Osbert Salvin.